# Музей антропологии Уолтера Рота
Музей антропологии Уолтера Рота — музей в Джорджтауне (Гайана), старейший антропологический музей на Карибах. Основан в 1974 году, открыт для публики в 1982 году.

## Коллекция
Музей был образован на основе коллекции гайанского археолога доктора Дениса Уильямса (1923—1998). В 1980 году этнографические коллекции Уолтера Рота, Дж. Дж. Квелча и Эверарда им Турна были переведены сюда из Национального музея Гайаны. Этнографическая коллекция, посвящённая гайанскому племени вай-вай, была передана музею в 1991 году гайанским культурным антропологом Джорджем П. Менторе. Коллекции музея также включают в себя археологические находки из всех десяти административных районов Гайаны.

## Задачи музея
Музей является некоммерческим учреждением, созданным правительством Гайаны для сбора, экспонирования и сохранения предметов, связанных с древними культурами Гайаны, для проведения антропологических исследований и распространения знаний о коренных народах Гайаны через свои внутренние и внешние учреждения.
В цели и задачи, связанных с миссией музея антропологии входят:
1. Обеспечить доступность музея для студентов, исследователей и широкой общественности посредством оказания им профессиональной помощи и обслуживания.
2. Продвижения музея как учреждения для приобретения знаний, изучения и понимания различных культур коренных народов Гайаны.
3. Стимулирование постоянных исследований студентами и учеными.
4. Предоставление надлежащих складских помещений как хранилища коллекций предметов антропологического и археологического значенияи и их сохранение в оптимальных условиях.
5. Расширение коллекции в соответствии с миссией музея.

Музей выпускает научный ежегодный журнал Archaeology and Anthropology.